# Rhodiola integrifolia
Rhodiola integrifolia ist eine Pflanzenart aus der Gattung Rhodiola innerhalb der Familie Dickblattgewächse (Crassulaceae). Sie ist in den kalten Regionen des nordöstlichen Russlands und an der Westküste Nordamerikas (dort Ledge Stonecrop, Western Roseroot oder King’s Crown genannt) verbreitet.

## Beschreibung

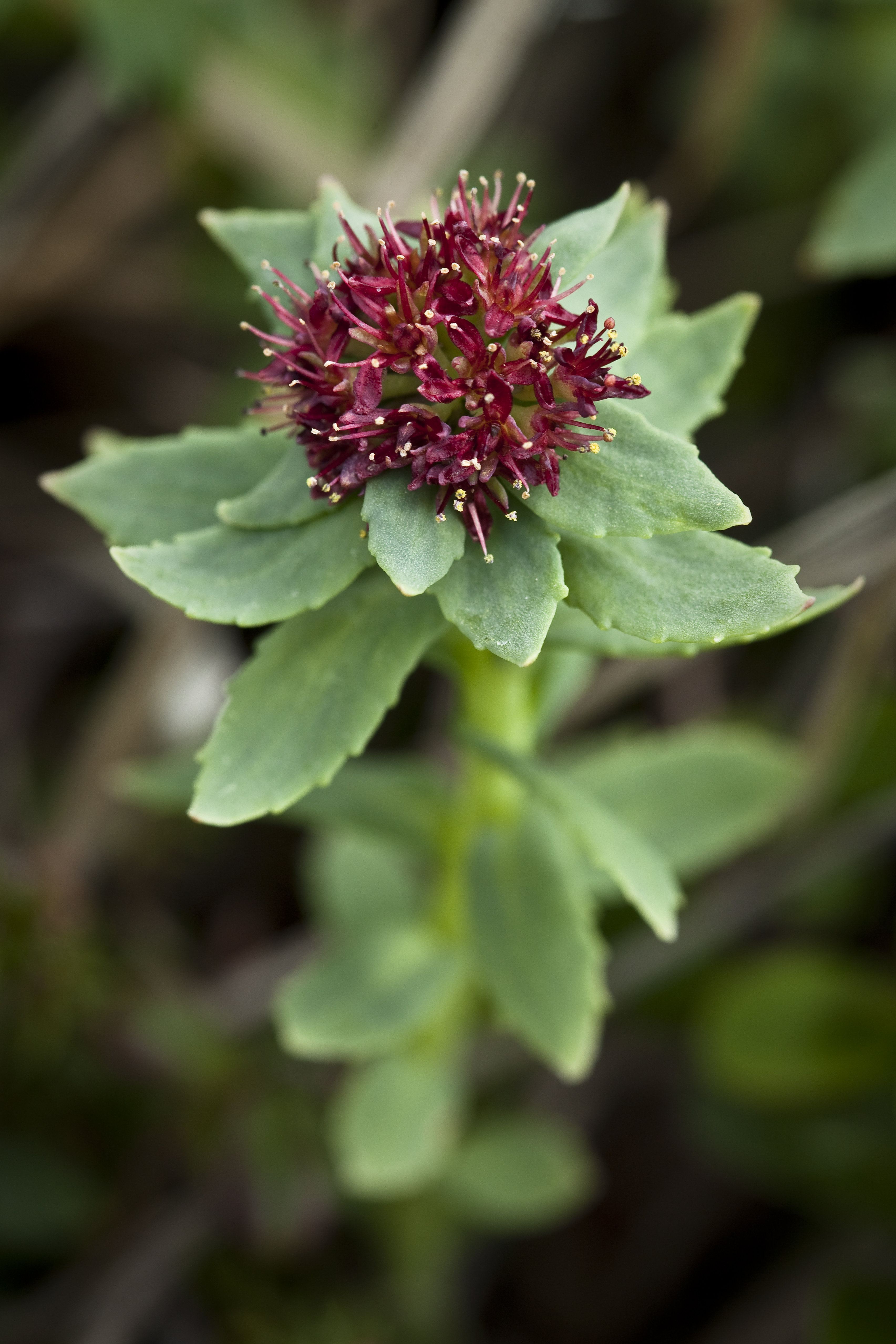
Laubblätter und Blütenstand

### Vegetative Merkmale
Diese ausdauernde Pflanze bildet kurze Stängel aus einem fleischigen, verzweigten Caudex. Die aufrechten Stängel sind 3 bis 30 Zentimeter hoch. Die Pflanzenteile sind behaart und fühlen sich leicht klebrig an.
Die wechselständig und dicht angeordneten Laubblätter sind sitzend und recht widerstandsfähig. Die einfachen, fleischigen Blattspreiten sind bei einer Länge von 7 bis 25 Millimetern sowie einer Breite von bis zu 1 Zentimeter eiförmig-lanzettlich. Der Blattrand ist ganzrandig oder gezähnt. Junge Laubblätter sind grün, verfärben sich mit der Zeit jedoch orange-rötlich.

### Generative Merkmale
Rhodiola integrifolia ist meist diözisch. Der endständige, dichte, zymöse Blütenstand enthält bis zu 50 Blüten. Die Blüten sind fünfzählig mit doppelter Blütenhülle. Die fünf Kelchblätter sind bei einer Länge von 1 bis 2 Millimetern eiförmig-lanzettlich. Die deutlich freien, purpur- bis grünlich-rosafarbenen Kronblätter sind fleischig und bei einer Länge von 2 bis 3 Millimetern eiförmig. Es sind zehn Staubblätter vorhanden.
Die kurze Kapselfrucht ist fünfkammerig.
Die Chromosomenzahl beträgt 2n = 22, doch werden in der Flora of North America auch 2n = 16 oder 36 genannt.

## Vorkommen und Gefährdung
Rhodiola integrifolia ist über das nordöstlichste Russland (Kamtschatka) und das westlichste Nordamerika verbreitet. Sie gedeiht an steinigen Standorten, beispielsweise auf Klippen und Geröllhalden in subalpinen und alpinen Höhenstufen.
Die Unterart Rhodiola integrifolia subsp. leedyi ist sehr selten und beschränkt sich auf wenige Standorte in Minnesota und Upstate New York. Man geht davon aus, dass diese Unterart ein Relikt der Eiszeiten ist. Sie kommt nur auf trockenen Klippen in Höhenlagen von 100 bis 400 Metern Meereshöhe vor, deren Umgebung durch kalte Luft aus Erdspalten gekühlt wird. Diese Unterart wird in den Vereinigten Staaten als gefährdet eingestuft.

## Systematik
Die Erstveröffentlichung von Rhodiola integrifolia erfolgte durch Constantine Samuel Rafinesque-Schmaltz. Das Artepitheton integrifolia bezieht sich auf die ganzrandigen Laubblätter. Synonyme für Rhodiola integrifolia Raf. sind: Sedum integrifolium (Raf.) A.Nelson, Sedum roseum subsp. integrifolium (Raf.) Hultén.
Von Rhodiola integrifolia wurden mehrere Unterarten beschrieben:
- Rhodiola integrifolia Raf. subsp. integrifolia: Sie hat die Chromosomenzahl 2n = 36. Sie kommt in Asien und von Alaska bis New Mexico vor.[3]
- Rhodiola integrifolia subsp. leedyi (Rosend. & J.W.Moore) Kartesz: Sie kommt nur in Minnesota und in New York vor.[3]
- Rhodiola integrifolia subsp. neomexicana (Britton) H.Ohba: Dieser Endemit kommt nur in der Sierra Blanca in New Mexico in Höhenlagen von 3300 bis 3600 Metern vor.[3]
- Rhodiola integrifolia subsp. procera (R.T.Clausen) Kartesz